# Zpravodajská agentura
Zpravodajská agentura (tisková a informační agentura, informační agentura, tisková agentura, tisková kancelář, telegrafní agentura) je organizace zpravodajského novinářství, zaměřená na získávání informací zpravodajského charakteru a jejich distribuci tisku a ostatním mediím.
Zpravodajské agentury připravují informace „tvrdého faktu“, tak aby byly k dispozici ostatním mediím bez nutnosti dalších (větších) úprav.
Prodávají a distribuují je pak ve velkém, dnes elektronicky přes datová spojení nebo internet. Dříve se tak dělo pomocí dálnopisu, který nahradil dřívější telegraf, který zase nahradil ještě dřívější kurýry a poštu a rozhodně přispěl k rozmachu kvalitního zpravodajství a žurnalistiky.
U profesionálních organizací je obvyklé předplatné těchto služeb. Ale i jednotlivci, většinou profesionálové, využívají služeb předplatného, zpravidla tematicky vybraného zpravodajství.

## Definice
Dle konvence Valného shromáždění OSN: "Tisková agentura je každá veřejná, nebo soukromá, organizace charakteru tiskového, rozhlasového, televizního a kinematografického, která má za účel pravidelně získávat a rozesílat zpravodajský materiál, která je vybudována a organizována ve shodě se zákonem a předpisy státu, na jehož teritoriu má ústřední kancelář a působí ve shodě se zákony a předpisy státu, na jehož teritoriu vykonává své funkce."
Dle organizace UNESCO: "Tisková agentura je podnik, jehož hlavním úkolem je nezávisle na právní formě existence vyhledávání zpráv a obecněji aktuálních dokumentů zaměřených ryze fakticky a jejich dodávání jiným sdělovacím prostředkům, výjimečně pak jednotlivcům tak, aby jim zajistil za úplatu při rovných podmínkách podle občanského a obchodního práva zpravodajské služby co nejúplnější a nejnestrannější."

## Kategorizace tiskových agentur

### Podle zaměření
Univerzální tisková agentura (ČTK, Mediafax, která zanikla v roce 2012, Reuters,…) přináší informace ze všech oblastí. Specializovaná agentura se zaměřuje na informace z určité oblasti (sport, ekonomika (Česká informační agentura ČIANEWS), obrazové zpravodajství apod.).

### Podle pole působnosti
Agentury jsou podle působnosti světové, mezinárodní, regionální, národní.
- světové: mají nadnárodní charakter, ovlivňují mezinárodní tok informací, pracují 24 hodin denně, mají pobočky v minimálně 80 zemích, pracuje pro ně více než 1 000 zaměstnanců, mají minimálně 1 000 odběratelů, produkují zpravodajství v několika jazycích, např. AP, Reuters, AFP, Bloomberg

- mezinárodní: mají vlastní síť zahraničních korespondentů (minimálně 40 zpravodajů), ale původních zahraničních zpráv mají méně než světové agentury, např. ANSA, EFE, DPA

- regionální: poskytují servis do geograficky ohraničených oblastí, které mají příbuzné kulturní a politicko-ekonomické vztahy, např. MENA, PRELA, PANA, VIA

- národní: jejich působení je prioritní v mateřské zemi, zahraniční zpravodajství získává od jiných agentur, vlastních zpráv od zahraničních korespondentů má málo, její zpravodajství ceněno v zahraničí pro autentičnost, např. ČTK, APA, NTB

### Podle typu vlastnictví
Zpravodajské agentury mohou být:
- komerční a informace prodávají (např. Reuters)
- kooperativy které si informace navzájem vyměňují (např. AP) a prodávají je nečlenům
- neziskové organizace.

Mohou ale také být kontrolovány autoritativním nebo totalitním státem, jako např. v Číně, nebo SSSR, jeho satelitech a v některých z jejich následnických států. Zpravidla pak ale neslouží ke zpravodajství a informacím ale k propagandě státních režimů.

### Česko
V České republice existují dvě univerzální, tj. plnoformátové, zpravodajské agentury:
- ČTK („Četka“), Česká tisková kancelář, veřejnoprávní organizace ustanovena zákonem 517/1992Sb.
- AKTU news agency, vznikla v roce 2016[3]

K dalším českým agenturám patří specializované:
- ČIA neboli Česká informační agentura založená v roce 1997, která se specializuje na informace z finančních trhů. Díky početnému týmu vlastních redaktorů vytváří vlastní agenturní zprávy v objemu 40 % všech zpráv
- CENIA, Česká informační agentura životního prostředí. CENIA je příspěvkovou organizací Ministerstva životního prostředí

Zaniklé agentury:
- MEDIAFAX – zanikla v roce 2012, soukromá tisková kancelář založená v roce 2008 Adrianem Sârbuem (tehdy spadající pod CET21 / TV Nova)

## Mezinárodní agentury
Mezi významné mezinárodní agentury, nebo s podstatnou mezinárodní distribucí, patří:
| - Agence France-Presse, AFP - Agencia EFE, EFE - Agencia Internacional de Noticias - Agentstvo Pechati Novosti, APN - Agenzia Giornalistica Italia - Agenzia Nazionale Stampa Associata, ANSA - Algemeen Nederlands Persbureau, ANP - Allgemeiner Deutscher Nachrichtendienst, ADN - Associated Press, AP - Australian Associated Press, AAP - Austria Presse Agentur, APA - Brainpix – Portugal/Brasil - Canadian Press – Presse canadienne, CP – PC - China News Service, CNS - Cox Enterprises - Deutsche Presse Agentur, DPA - Deutscher Depeschendienst, DDP - Independent Television News, ITN - Interfax - Inter Press Service - ITAR-TASS | - Kyodo News, Kyodo - Nippon News Press Agency, Nippon News - Norsk Telegrambyra, NTB - Organization of Asia-Pacific News Agencies, OANA - Pacific News Service, (PNS) – New America Media - Press Association, PA - Press Trust of India, PTA - Reuters - RIA Novosti, RIA - Schweizerische Depeschenagentur – Agence Télégraphique Suisse – Agenzia telegrafica svizzera, SDA – ATS - Springer Auslandsdienst, SAD - South African Press Association, SAPA - Suomen Tietotoimisto – Finska Notisbyran, STT – FNB - Telegrafska Agencija Nova Jugoslavija, TANJUG - Tidningarnas Telegrambyra, TT - United Press International, UPI - Sin-Chua, New China News Agency, NCNA - Yonhap News Agency, Yonhap |